# 利屋インターチェンジ
利屋インターチェンジ（とぎやインターチェンジ）は、石川県金沢市にある国道8号（国道159号・国道249号と重複）津幡バイパスのインターチェンジ。難読インターチェンジ名のひとつ。

## 概要
- フルインターチェンジである。

## 道路
- 国道8号（国道159号・国道249号） 津幡バイパス

## 接続する道路
- 金沢市道

## 周辺
- 陽香台団地（河北郡津幡町）
- 萬生苑（老人ホーム）（金沢市）

## 隣
国道8号（国道159号・国道249号） 津幡バイパス
太田IC - 利屋IC - 岸川IC